# Lisa Bluder
Lisa Marie Geske, coniugata Bluder (Appleton, 16 aprile 1961), è un'allenatrice di pallacanestro statunitense, dal 2000 al 2024 coach delle Iowa Hawkeyes dell'Università dell'Iowa.

## Palmarès

### Club
- Big Ten Conference: 5

Iowa Hawkeyes: 2001, 2019, 2022, 2023, 2024
- Missouri Valley Conference: 4

Drake Bulldogs: 1995, 1997, 1998, 2000

### Individuale
- Naismith College Coach of the Year (2019)